# Sūr
|  | Per a altres significats, vegeu «Sur». |

Sūr és la paraula àrab per indicar la muralla d'una ciutat o límit d'un lloc urbà tancat o d'una zona construïda.
Les fortificacions existents abans de l'arribada de l'islam van seguir en ús posteriorment sense grans canvis. Les millores de les fortificacions foren lentes i diferides en el transcurs dels segles. L'islam va adaptar les portes, els materials i les construccions a les tradicions locals i als materials existents. Les ciutats a Aràbia no estaven gaire fortificades i per exemple en temps de Mahoma, quan es va construir un khandak (rasa) a Medina, fou considerat una innovació; els amsar de Kufa, Bàssora o Fustat no tenien fortificacions i de fet aquestes només es van construir a les zones de frontera, al thughur anatòlics (Awasim) i la Mediterrània. A Anazarbe hi ha restes arqueològiques de dues fortificacions successives que van substituir els murs romans (utilitzats pels bizantins). Algunes ciutats foren fortificades pels omeies (Andjar al Líban, Amman i Akaba a Transjordània, la mateixa Bagdad, i els anomenats castells del desert) però no eren grans fortificacions contra un enemic exterior i per exemple la fortificació de Bagdad amb una doble muralla, devia ser poc consistent perquè per exemple el setge de Bagdad de 812-813 que va durar un any, la torre rodona defensiva de la ciutat només va aguantar 24 hores, per manca d'aigua; torres rodones com la de Bagdad van existir a altres lloc (es conserven per exemple la d'al-Rakka, la torre de Kadisiyya a Samarra). Les ciutats romanes tardanes a l'Orient Mitjà no tenien ciutadelles (encara que segles enrere les havien tingut) i els àrabs no en van construir. Si que n'hi havia a les viles de Pèrsia, i amb muralla i ciutadella a les grans ciutats de Transoxiana per fer front als atacs nòmades. La situació no va canviar gaire fins al segle xi quan les Corades van forçar grans construccions de ciutadelles a l'Orient Proper, a ciutats com el Caire, Bosra, Alep i altres. Les fortificacions existents però van romandre a Pèrsia i Transoxiana, i aquí l'estil es va mantenir fins al segle xix.